# Harzteiche

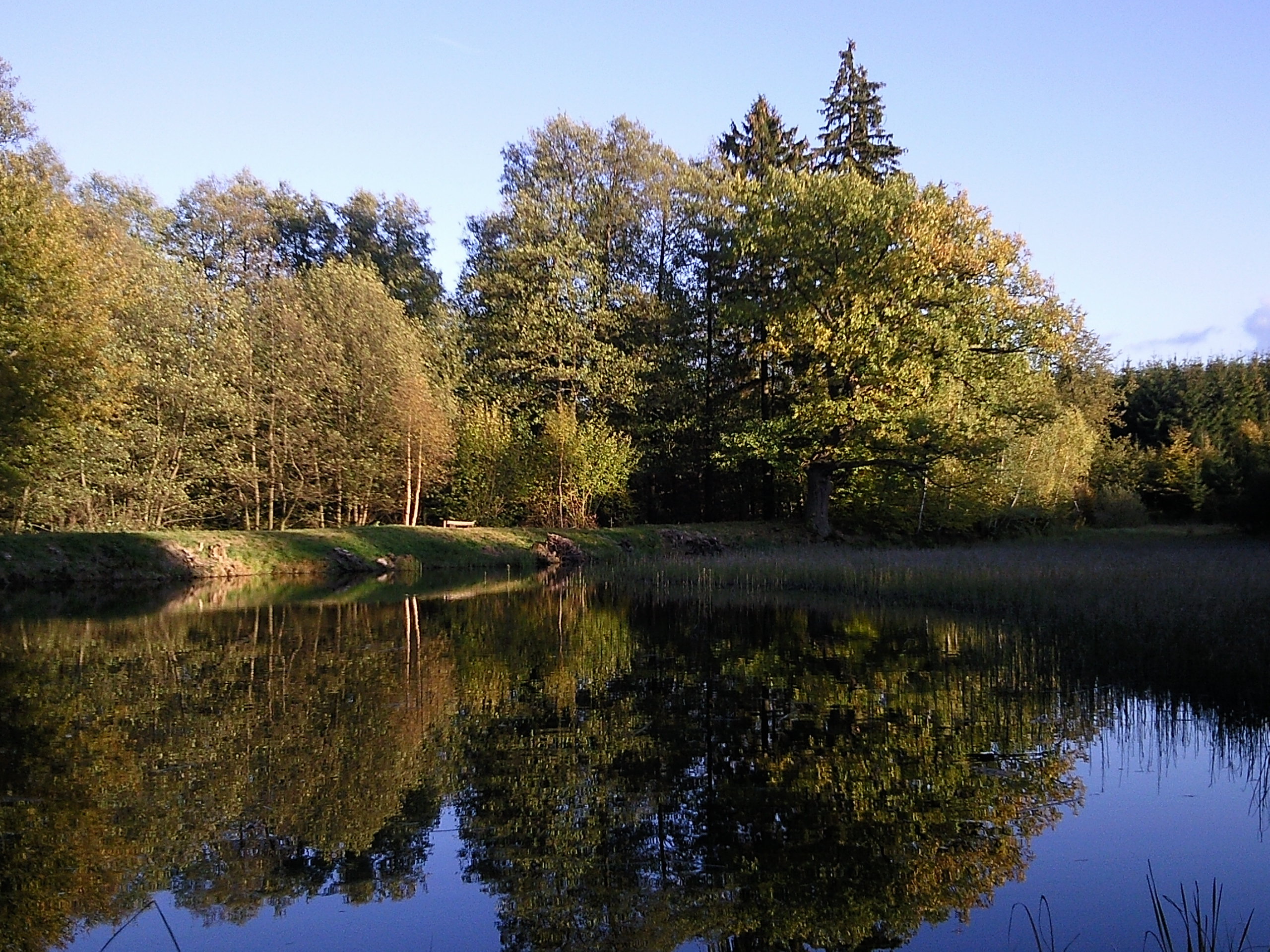
Möllerteich bei Straßberg

Die Harzteiche sind kleinere künstliche Gewässer im Harz. Neben den, den Oberharz prägenden, Oberharzer Teichen existiert auch im Unterharz eine Vielzahl von Stauteichen. Diese werden oftmals einfach nur als Harzteiche bezeichnet. Die Bezeichnung findet sich mittlerweile auch im amtlichen Gebrauch. Insgesamt wurden im Unterharz zwischen dem 17. und 19. Jahrhundert 36 Stauteiche für den Bergbau errichtet.

## Allgemeines
Der gesamte Harz ist, sieht man von Sumpf-Gebieten und der Südharzer Karstlandschaft ab, durch das völlige Fehlen von Stillgewässern natürlichen Ursprungs geprägt. Vorrangig um das nötige Wasser für Fischzucht und den Betrieb von Wasserrädern zu gewinnen, wurden im Unterharz bereits im 14. Jahrhundert Stauteiche errichtet. Verstärkt wurde der Bau der Teiche im Zuge des intensivierten Bergbaus, aufgrund der dadurch benötigten großen Wassermengen, im 16. bis 18. Jahrhundert vorangetrieben. Anders als im Oberharz ist dabei der Vernetzungsgrad allgemein gering. Der Bergbau erlangte nie dieselbe Bedeutung wie im Oberharz, die Lagerstätten waren weniger mächtig. Zusätzlich war die politisch-territoriale Zersplitterung des Unterharzes einem systematischen Ausbau nicht förderlich. Neben kleineren Besitztümern größerer Flächenstaaten (vorrangig Hannover, Braunschweig und Preußen) gehörte der Unterharz im Wesentlichen stolbergischen, anhaltischen und mansfeldischen Herrschern.

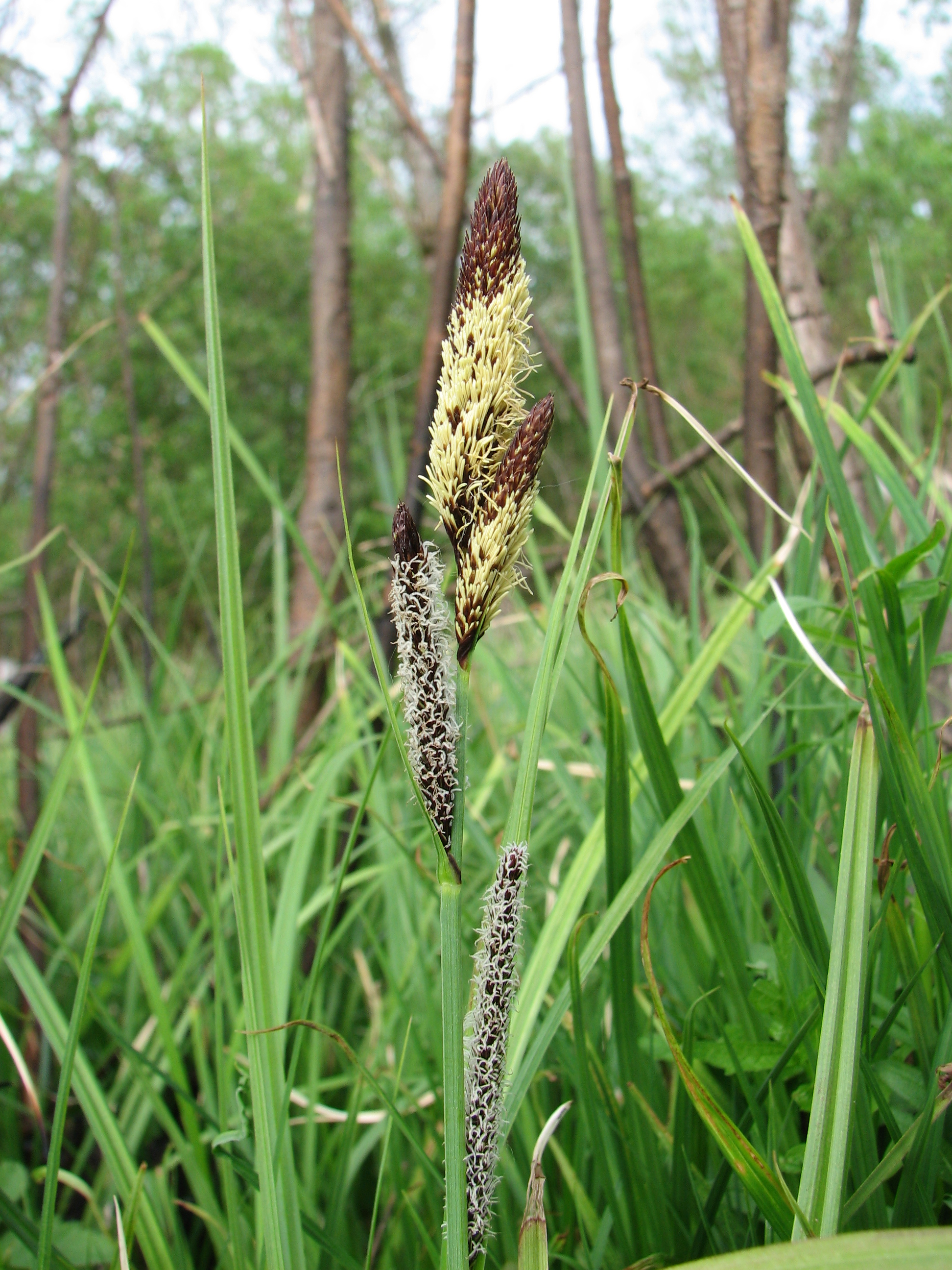
Sumpf-Segge

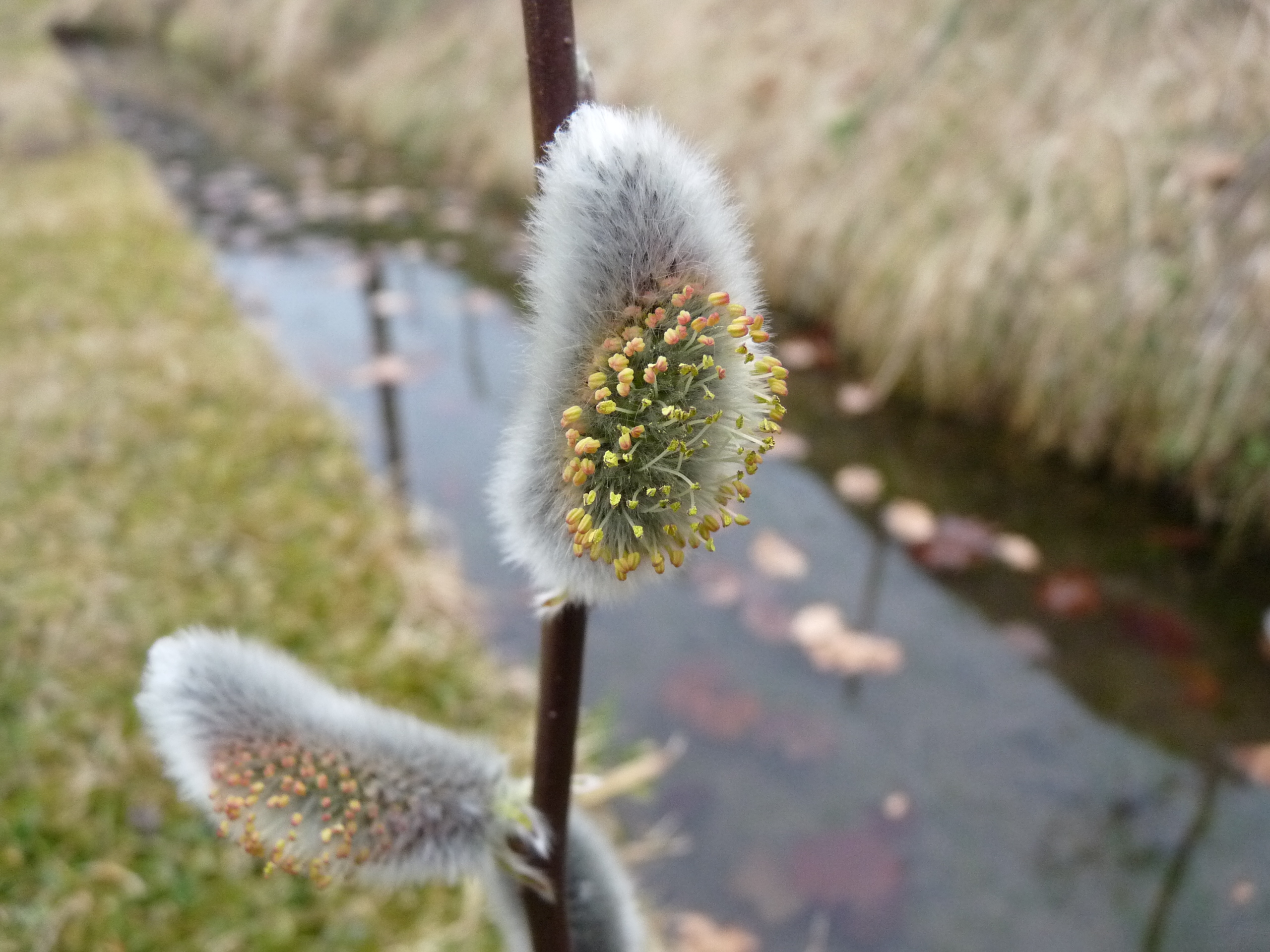
Korb-Weide

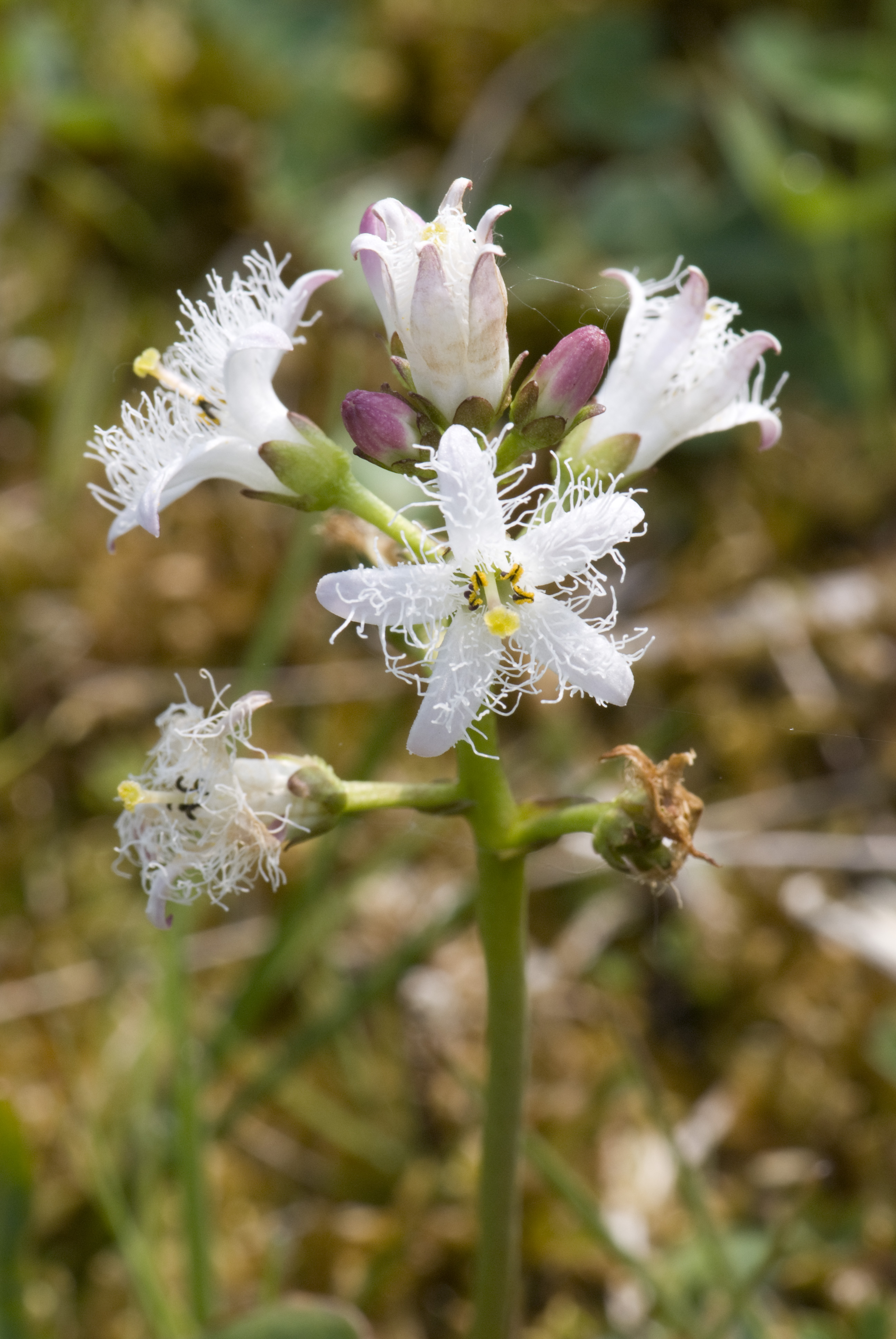
Fieberklee

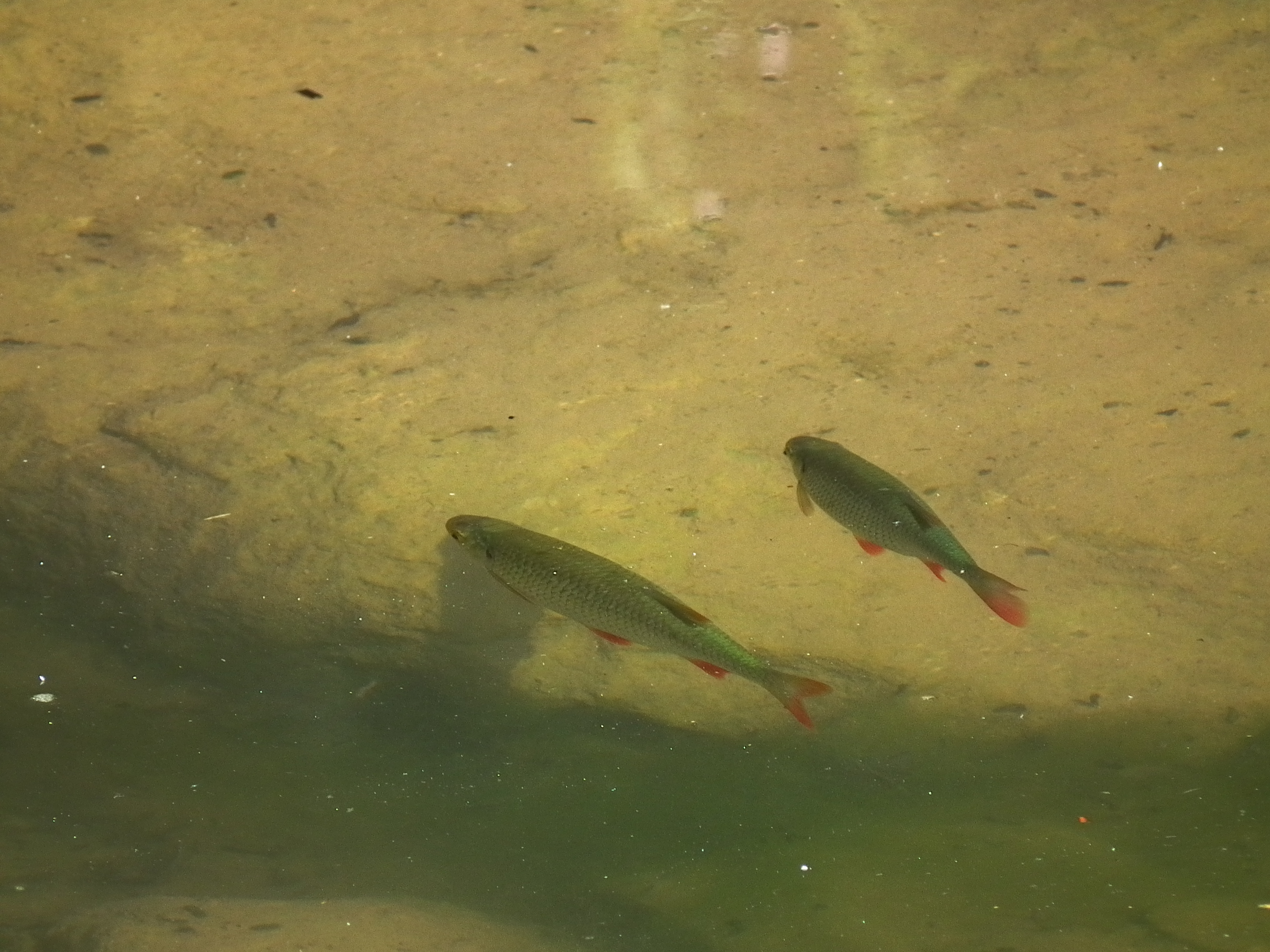
Rotfedern

Einige der ältesten Stauteiche Deutschlands liegen im mittleren Unterharz, die ersten urkundlichen Erwähnungen gehen bis in das Jahr 1320 zurück. Mit dem Ende des Bergbaus im Unterharz wurden die Teiche größtenteils nicht mehr benötigt. Die Teiche sind inzwischen zum typischen Bestandteil der Landschaft geworden und sind Heimat vieler, auch seltener, Tiere und Pflanzen. Einige dieser Teiche sind heute als Talsperre einzuordnen.

## Bauweise
Die 36 Bergbauteiche des Unterharzes liegen vorrangig im Oberlauf kleinerer Gebirgsbäche. Durch ihre Bauweise verfügen sie größtenteils dennoch über eine relativ große Staukapazität. Nicht in jedem Fall ist die Funktionstüchtigkeit der Stauanlagen noch sicher. Die Unterhaltung der Teiche ist dabei in Sachsen-Anhalt etwas uneinheitlich gestaltet. Für die als Talsperre einzuordnenden Teiche (Gewässer 1. Ordnung) ist das Land zuständig. Die Unterhaltung obliegt dem Talsperrenbetrieb Sachsen-Anhalt. Die übrigen Teiche unterliegen als Gewässer 2. Ordnung der Tätigkeit der jeweiligen regionalen Unterhaltungsverbänden.
Über die Bauweise der Dämme ist größtenteils wenig bekannt. 1712 übernahm Christian Zacharias Koch die Leitung der stolbergischen Gruben in Straßberg von Georg Christoph von Utterodt und baute die Wasserwirtschaft deutlich aus. Auf Grund seiner Erfahrungen in Sachsen und Braunschweig ist im Unterharzer Wasserregal eine Anlehnung an die Teichbauweise des Oberharzer Wasserregals und der Revierwasserlaufanstalt Freiberg wahrscheinlich.
Die Dämme im Straßberger Raum, über die Daten vorliegen, wie der Untere Kiliansteich, sind als Erddamm mit relativ dünner Kerndichtung aus Rasensoden ausgeführt. Als Material kam aus Gründen der Haltbarkeit nicht das im Bergbau übliche Fichtenholz, sondern Eiche zum Einsatz. Für die Dammkörper wurde anstehendes Material aus der Umgebung verwendet, im Bereich des Unterharzer Wasserregals vorrangig die charakteristischen Tonschiefer und Grauwacke der Harzgeröder Faltenzone. Eine Besonderheit stellte der Kunstteich Neudorf vor seiner Sanierung dar. Das austretende Sickerwasser wurde in offenen Rinnen gesammelt und über Gräben im Dammvorfeld abgeführt. Der Grundablass der Teiche war ursprünglich als hölzernes Gerinne ausgeführt und mit einem wasserseitigen Striegelgerüst versehen. Dämme aus der Zeit um 1900 waren z. T. bereits mit Heberleitung aus Gusseisen, statt Stiegelgerinne, versehen. Im Zuge des Neubaus einiger Teichdämme wurden Steinschüttdämme „mit zentraler Innendichtung aus bindigem Erdstoff“ errichtet. Auf den Luftseiten wurde Kulturboden aufgebracht und Rasen angesät. Zudem wurde bei der Sanierung des Damms teils nur geschlitzt und die alte Striegelanlage durch eine moderne Heberleitung ersetzt. Zum Teil wurde der alte Damm auch, wie beim oberen Kiliansteich, nur mit einem neuen Stützkörper überschüttet und aufgehöht. Zudem wurden der Überlauf als Hochwasserentlastungsanlage mit größerer Dimensionierung als Betonbauwerk ausgeführt. Daten zu den Dämmen abseits des Unterharzer Wasserregals liegen nur vereinzelt vor, lassen jedoch auf eine ähnliche Bauweise schließen.

## Natur
Viele Teiche im Unterharz werden, außer zum Angeln, nicht mehr wirtschaftlich genutzt. Gerade die kleineren Teiche unterliegen teils starken Schwankungen des Wasserstands. Dies verschaffte vielen auf wechselnde Wasserstände angewiesenen Pflanzen neue Lebensräume. Vielfach sind die Teiche im Unterharz nährstoffreicher als im Oberharz, führen (Leeseite des Harzes) jedoch weniger Wasser und sind längeren Trockenperioden ausgesetzt.
Die Teichen werden von typischen Pflanzen wie Schild-Wasserhahnenfuß, Schwanenblume, Harz-Greiskraut, Gewöhnliche Teichbinse, Pfeilblatt, und Graugrünes Weidenröschen aber auch gefährdeten Arten wie Florentiner Habichtskraut, Weißer Seerose und Wasserfenchel besiedelt. An den Ufern der Teiche finden sich neben weit verbreiten Arten wie Sumpf-Segge und auch in Deutschland gefährdete Arten wie der Zwerg-Igelkolben und Pillenfarn oder das Sommer-Adonisröschen. Die Ufer und anliegende, von den Teichen beeinflusste, Feuchtwiesen werden von Pflanzen wie Fieberklee, Echtem Wundklee, Wasser-Knöterich, Schöner Zaunwinde und Berg-Flockenblume besiedelt.
Die Teichufer weisen zum Teil typische Pflanzengesellschaften periodisch überfluteter Standorte auf. So ist für das Nordufer des Kiliansteichs eine Strandlings-Nadelsumfsimsen-Gesellschaft mit dichtem Saum von Nadel-Sumpfsimse typisch. Weiter darin vorkommende Arten sind Brennender und Kriechender Hahnenfuß, Glieder-Binse sowie das Sumpf-Helmkraut. Auch der seltene Europäische Strandling und der in Sachsen-Anhalt und Niedersachsen als gefährdet eingestufte Sumpfquendel wurde bereits nachgewiesen. Auch ausgesprochen seltene Pflanzen wie Arnika und Weißmoos leben an einigen Teichen. Viele der Teiche sich jedoch in einem ökologisch ungünstigen Zustand. So besteht die gesamte Makrophythenvegetation zum Teil ausschließlich aus Wasser-Knöterich und/oder dem Schwimmenden Laichkraut.
Auch ökologisch wichtige Bäume wie Silber-Weide, Korb-Weide, Lavendel-Weide finden sich an den Ufern. Die Dämme sind von ganz unterschiedlichen Pflanzen wie Wermutkraut, Blasser Schaf-Schwingel und Quendel-Sandkraut besiedelt. Die nichtsanierten Teichdämme weisen dabei eine geschlossene Krautdecke („grüner Damm“) auf, während die sanierten oftmals mit Schotter und Gesteinsgrus bedeckt sind.
Der Fischbestand ist vorrangig durch die Angelvereine geprägt, die die Teiche pachten. Vertreten sind unter anderem Flussbarsch, Karpfen, Rotauge, Zander, Rotfeder, Regenbogenforelle und Blaunase. Die u. a. im Oberteich bei Stiege nachgewiesene Groppe ist in den Teichen und zuführenden Bächen wahrscheinlich weit verbreitet und zumindest in den FFH-Gebieten dauerhaft existenzfähig, jedoch durch die geringe Individuendichte empfindlich für Störungen.
Die durch die Krebspest fast ausgerotteten Edelkrebse haben in einigen Stauteichen des Unterharz noch isolierte Reliktvorkommen, was einer ökologisch grundsätzlich wünschenswerten Wiederherstellung der linearen Durchlässigkeit der Gebirgsbäche in Einzelfällen entgegensteht – verhindert die fehlende Durchlässigkeit doch die Ausbreitung der Krankheit. Das noch bis 1991 nachgewiesene Vorkommen im Krebsbach und Krebsbachteich war dabei vermutlich ein autochthones Vorkommen, ließ sich in Untersuchungen 2009 jedoch nicht mehr nachweisen. Das Vorkommen ist wohl nach dem Hochwasser 1994 erloschen.
Die Stauteiche sind für die Große Bartfledermaus als Jagdrevier wichtig. Auch seltene Vögel wie der Sperlingskauz und zahlreiche Libellenarten, unter anderem die Blauflügel-Prachtlibelle, wurden bereits nachgewiesen.
Für viele durch das BNatSchG besonders geschützte Amphibien sind die Stauteiche wichtige Rückzugsräume geworden. Allein am Bärenröder Teich wurden 1999 weit über 3000 wandernde Amphibien gezählt. Verbreitet sind an den Stauteichen im Einzugsgebiet von Selke und Wipper neben dem Feuersalamander auch Berg-, Kamm-, Faden- und Teichmolch, Knoblauch-, Erd- und Nördliche Geburtshelferkröte sowie die stark gefährdete Gelbbauchunke. Weite Verbreitung haben auch Teichfrösche. Durch Straßen mit überhitzen Asphaltdecken und hohen Bordsteinen kommt es jedoch an einigen Teichen immer wieder zu erheblichen Verlusten bei der Amphibienwanderung. Für Teiche in landwirtschaftlich genutzten Gegenden, nachweislich Bärenröder Teich, sind auch massive Rückgänge des Bestandes durch das Aufbringen von Gülle auf umliegende Felder beobachtet worden.
Problematisch für die Fauna und Flora erweist sich die fischereiliche Nutzung der meisten Teiche. Neben hohem Teichbesatz ist auch der Einsatz von Fressfeinden wie Aal und Hecht verbreitet. Zudem sind die Pflanzengesellschaften periodisch überfluteter Standorte gerade an sanierten Teichen gefährdet durch den beständig gleich bleibenden Wasserstand. Wasserstandsabsenkungen sind in der aktuellen Bewirtschaftung auch in FFH-Gebieten nicht vorgesehen.

## Liste der Teiche
Als archäologische Kulturdenkmale sind gemäß DenkmSchG LSA alle künstlich angelegten historischen Teiche und Gräben im Land Sachsen-Anhalt geschützt, unabhängig von deren Alter oder heutiger Funktion. Aufgelistet werden hier nur die ehemals bergbaulich genutzten Teiche des Unterharzes.